# Happy Humphrey
William Joseph Cobb, maggiormente noto con il ring name Happy Humphrey (lett. "l'allegro Humphrey") (Payne, 16 luglio 1926 – Augusta, 14 marzo 1989), è stato un wrestler statunitense, celebre per l'enorme stazza (quasi 400 kg), e considerato uno dei wrestler più pesanti della storia. Attivo prevalentemente negli anni cinquanta e primi anni sessanta, veniva definito "the world's largest wrestler" (it: il più grosso lottatore del mondo). Durante la sua carriera il suo peso dichiarato oscillava tra i 340 kg e i 360 kg, anche se spesso, in realtà pesava quasi 400 kg ed era in situazioni fisiche molto precarie dovute all'obesità.

## Carriera nel wrestling
Cobb, che all'epoca lavorava in una fattoria dove era conosciuto per la sua forza impressionante, iniziò la sua carriera da wrestler nel 1953 lottando contro un vero orso, in uno scontro durato 28 minuti. Per circa otto anni, Humphrey lottò in diverse federazioni locali disputando parecchi incontri, alcuni dei quali trasmessi anche in TV, spesso contrapposto a Haystacks Calhoun, altro "peso massimo" di circa 300 kg. Con i suoi 360 kg di peso, Happy Humphrey sovrastava ampiamente Calhoun, ma mentre Humphrey era a malapena in grado di muoversi sul ring, Haystacks era un wrestler a tutto tondo, e si aggiudicò la maggior parte dei confronti, il più delle volte per count-out. L'incontro più famoso di Humphrey, rimane nella memoria collettiva un match combattuto proprio contro Calhoun in un Madison Square Garden tutto esaurito, promosso da Vince McMahon Sr., il padre dell'attuale proprietario della WWE.
Nel 1960, Humphrey incontrò il futuro pluricampione NWA World Heavyweight Championship Harley Race, all'epoca diciassettenne. Race, agli inizi di carriera, era stato assunto come autista di Humphrey e lottò anche contro di lui in alcune occasioni. Race guadagnava 5 dollari al giorno, più vitto e alloggio, come autista di Humphrey, e 25 dollari per ogni match con lui. Secondo Race, Humphrey era così grasso da non riuscire a entrare nelle docce delle camere d'albergo, e quindi spesso doveva essere lui a lavarlo mentre Humphrey si sdraiava nudo sul pavimento. Race raccontò anche che a dispetto della sua mole imponente, Humphrey era una persona molto gentile e uno dei pochi wrestler degli anni cinquanta che si fermava per strada a firmare autografi se gli veniva chiesto dai fan.

## Lotta all'obesità
Humphrey ebbe notevoli difficoltà ad integrarsi nella società a causa della sua mole fuori dal comune. Le persone in strada si spaventavano al suo passaggio, e spesso gli veniva rifiutato il servizio nei ristoranti. A tal proposito è emblematico un episodio che gli accadde in Alabama, quando rimase incastrato in una cabina telefonica e ci vollero gli sforzi congiunti di otto poliziotti per estrarlo. Un altro incidente ebbe luogo a New Orleans, quando Humphrey rimase intrappolato nella poltrona di un cinema, e gli inservienti dovettero segare la poltrona per permettergli di alzarsi. Verso il finale di carriera, riconobbe di avere gravi problemi di peso e si sottopose ad un intervento chirurgico per la riduzione della massa grassa. Gli vennero asportati circa cinquanta chili di grasso, ma rimise su tutto il peso perso poco tempo dopo.
Nel 1962, fu costretto al ritiro a causa di problemi cardiaci. Dopo l'abbandono dell'attività sul ring, il suo peso aumentò a dismisura fino a raggiungere i 410 kg circa. Giunto a questo punto, si stancava dopo soli pochi passi quando camminava, e doveva utilizzare due poltrone per sedersi. Cercò di cambiare il proprio regime alimentare (che solitamente includeva il cibarsi di circa 15 polli arrosto interi in un unico pasto), ma dopo essersi consultato con diversi dottori, decise volontariamente di farsi ricoverare all'interno di un istituto per lo studio dell'obesità, la "Clinical Investigation Unit" del Medical College of Georgia di Augusta.
Per due anni, seguì una ferrea dieta proteica sotto il controllo dei medici. Nella primavera del 1965, Humphrey lasciò la clinica dopo aver perso 260 kg, pesando 105 kg al momento della dimissione.
Successivamente, trovò lavoro presso un calzaturificio ad Augusta, e non fece mai più ritorno al ring.
Nel 1975, Humphrey apparve nel film Moonrunners, recitando nel ruolo di "Tiny the Syndicate Man". Il popolare telefilm Hazzard venne ispirato da questo film.

## Morte
Negli ultimi anni di vita, Cobb riguadagnò la maggior parte del peso in eccesso, e morì a causa di un attacco cardiaco il 14 marzo 1989. Al momento del decesso pesava circa 270 kg.